# Орёл, Тимофей Романович
Тимофе́й Рома́нович Орёл (укр. Тимофій Романович Орел; 1999) — украинский военнослужащий, младший сержант, участник российско-украинской войны. Герой Украины (2024).

## Биография
Родился в 1999 году. С началом полномасштабного вторжения России в Украину в 2022 году вступил в ряды Вооружённых сил Украины. Первоначально служил пехотинцем в Киевской области, участвуя в обороне Киева. Позднее стал оператором FPV-дронов в 47-й отдельной механизированной бригаде.
Принимал участие в боях на Мелитопольском, Авдеевском и Покровском направлениях. С января по май 2024 года его экипаж уничтожил 434 российских военнослужащих, ранил 346 и ликвидировал 134 единицы бронетехники, включая 42 танка, 10 МТ-ЛБ, 28 БТР и 44 БМП.

## Награды
- Звание «Герой Украины» с удостоением ордена «Золотая Звезда» (30 сентября 2024) — за личное мужество и героизм, проявленные в защите государственного суверенитета и территориальной целостности Украины, верность военной присяге[1].
- Орден «За мужество» III степени (8 января 2024) — за личное мужество и самоотверженные действия, проявленные в защите государственного суверенитета и территориальной целостности Украины, верность военной присяге[2].